# فرودگاه شهری پاسو روبلس
 فرودگاه شهری پاسو روبلس (به انگلیسی: Paso Robles Municipal Airport) یک فرودگاه همگانی با کد یاتا PRB است که یک باند فرود آسفالت دارد و طول باند آن ۱۸۳۲ متر است. این فرودگاه در شهر پاسو روبلز، کالیفرنیا کشور ایالات متحده آمریکا قرار دارد و در ارتفاع ۲۵۵ متری از سطح دریا واقع شده است.